# Белорусский комитет самопомощи
Белору́сский комите́т самопо́мощи (бел. Беларускі камітэт самапомачы, БКС) — белорусcкая социально-культурная организация, созданная с разрешения немецких властей в Германии и оккупированных ею странах Европы в начале Второй мировой войны.

## История
Ещё со времён Белорусской Народной Республики в Берлине находилось белорусское консульство во главе с Андреем Боровским. В ноябре 1933 года на немецкие деньги в Вильнюсе вышел первый номер журнала «Новы шлях», издаваемый национал-социалистической группой Фабиана Акинчица и Владислава Козловского. В 1937 году при Немецком институте изучения иностранных проблем Берлинского университета был создан Белорусский сектор, который начал изучать так называемый «белорусский вопрос» (руководитель Герхард фон Менде). Эта активность была продиктована прагматическими соображениями, согласно которым немецкие официальные лица накануне войны проявили интерес ко всем без исключения восточным землям.
В результате молниеносной «польской компании» 1939 года около 70 000 белорусов, воинов Войска Польского, попали в немецкий плен. Чтобы объединить их, позаботиться о них и помочь им устроиться на работу (вскоре военнопленные были освобождены и устроились на заводы) в ноябре 1939 года в Берлине было создано «Белорусское представительство» во главе с Анатолием Шкутько; позже его заменил Бернард Букатка. Но организация не отвечала национальным устремлениям белорусов, поскольку её функции были направлены исключительно на заботу о военнопленных. Весной 1940 года по инициативе юриста Николая Шкелёнка был создан Белорусский комитет самопомощи (БКС).
Изначально предполагалось, что организация будет называться «Белорусский национальный комитет». Однако власти Германии не разрешили создавать организацию под таким названием, так как слово «национальный» могло быть понято Советами как «политический», а это противоречило бы пакту Молотова — Риббентропа.
Одновременно с центральным отделением организации открылись её филиалы в Познани и Лодзи, затем в Варшаве, Праге, Торуни, Вене, Лейпциге, Мюнхене и других городах Европы.

## Руководство
Первым руководителем БКС был Николай Шкелёнок, секретарём — Андрей Боровский; в состав руководства входили Василий Комаровский (поэтический псевдоним бел. Антось Вярбіна), Александр Крит (будущий митрополит Андрей), Болеслав Борткевич и другие.
Летом 1940 года состав правления БКС существенно изменился. На съезде представителей БКС председателем организации был избран Николай Абрамчик, переехавший в Берлин из Парижа, заместителем председателя — Александр Калоша, секретарем — Станислав Гринкевич (младший).
Осенью 1943 года Николай Абрамчик и Станислав Гринкевич были сняты с занимаемых должностей и на некоторое время задержаны. Официальной причиной ареста стала «незаконная деятельность в организации» — принятие в её члены так называемых «восточников», жителей Белоруссии, что было категорически запрещено. Кроме того, Николай Абрамчик совершил поездку на родину, что также негативно восприняли власти Германии. Его отправили в Париж под домашний арест, а Станислава Гринкевича исключили из руководства комитета, который стал возглавлять Болеслав Борткевич.

## Цели и финансирование
Основной целью деятельности комитета была организация социальной защиты белорусского населения, проживающего в зоне влияния нацистской Германии, а также культурно-просветительская деятельность. 
Комитет финансировался за счёт членских взносов и продажи белорусской литературы. Летом 1943 года на счету организации было около 50 000 рейхсмарок.

## Деятельность
Формально комитет был независимым, но фактически находился под влиянием министерства внутренних дел Германии. Незадолго до нападения Германии на СССР он также стал центром политической активности.
В начале 1944 года в Германии численность БКС составляла 13 000 человек.
19 июня 1941 года на встрече представителей Белорусского комитета самопомощи и Белорусского представительства был создан Белорусский национальный центр.
В начале 1942 года БКС получил разрешение на открытие педагогических курсов в Берлине. Планировалось, что после окончания учёбы учителя поедут в Белоруссию работать в оккупационной немецкой администрации. Около 30 человек закончили курсы, однако власти Германии запретили им выезжать на родину.
На протяжении всей своей деятельности Комитет издавал книги белорусских авторов, в частности такие, как роман «Сымон-Музыка» Якуба Коласа, сборник стихов «Ад родных ніў» Ларисы Гениюш, учебник немецкого языка для белорусов («Падручнік нямецкага языка для беларусаў») Петра Бакача, «История Беларуси в картах». Он организовывал многочисленные семинары, конференции и т. п.
С осени 1943 года в Германии находилась рабочая группа Союза белорусской молодёжи во главе с Хенриком Барановичем (около 3 500 человек), а с конца мая 1944 года, когда на восточных оккупированных территориях начался добровольный набор в службу поддержки Люфтваффе, в Германию приехало ещё около 2 600 белорусов. Это означало, что объём работы БКС увеличивался.
Деятельность комитета прекратилась в конце войны.